# Игнатьев, Леонид Филиппович
Леонид Филиппович Игнатьев — советский хозяйственный, государственный и политический деятель.

## Биография
Родился в удмуртской крестьянской семье. Член ВКП(б) с 1932 года.
В 1949 окончил Высшую партийную школу при ЦК ВКП(б).
С 1930 года — на хозяйственной, общественной и политической работе. В 1930—1975 гг. — на комсомольской и партийной работе в Удмуртской автономной области и Удмуртской АССР, уполномоченный Удмуртского обкома ВКП(б) на строительстве железной дороги Ижевск — Балезино, второй секретарь Удмуртского обкома КПСС, и. о. первого секретаря Удмуртского обкома КПСС, второй секретарь Удмуртского обкома КПСС, председатель комитета партийно-государственного/народного контроля, начальник управления по печати, начальник отдела ЗАГС Совета Министров Удмуртской АССР, председатель Удмуртского республиканского Совета ветеранов.
Избирался депутатом Верховного Совета РСФСР 4-го и 5-го созывов.